# Xenophthalmidae
Famille
Les Xenophthalmidae sont une famille de crabes. 
Elle comprend cinq espèces en trois genres.

## Liste des genres
Anomalifrontinae Rathbun, 1931
- Anomalifrons Rathbun, 1931

Xenophthalminae Stimpson, 1858
- Neoxenophthalmus Serène & Umali, 1970
- Xenophthalmus White, 1846

## Référence
- Stimpson, 1858 : Prodromus descriptionis animalium evertebratorum, quae in Expeditione ad Oceanum Pacificum Septentrionalem, a Republica Federata missa, Cadwaladaro Ringgold et Johanne Rodgers Ducibus, observavit et descripsit. Pars V. Crustacea Ocypodoidea. Proceedings of the Academy of Natural Sciences of Philadelphia vol. 10, p. 93–110.

## Sources
- Ng, Guinot & Davie, 2008 : Systema Brachyurorum: Part I. An annotated checklist of extant brachyuran crabs of the world. Raffles Bulletin of Zoology Supplement, n. 17 p. 1–286.